# Thomas Schächl
Thomas Schächl (* 26. September 1966 in Schwarzach im Pongau, Salzburger Land) ist ein österreichischer Schauspieler.

## Leben
In seiner Jugend war Schächl Mitglied des österreichischen Langlauf-Kaders, interessierte sich jedoch immer schon für das Theater. Nach ersten Erfahrungen in Hirtenspielen gründete er die Theatergruppe schwarZACH, die vor allem Stücke von Jean-Paul Sartre, Albert Camus und Bertolt Brecht auf die Bühne brachte.
Schächl studierte Theologie in Salzburg, in seiner Diplomarbeit analysierte er das Barock-Theaterstück Disceptatio inter viros et mulieres von Wolfgang Rinswerger.
In seiner Ausbildung lernte er Buffontheater bei Giora Seeliger, Körpertheater nach Jacques Lecoq bei Christian Sattlecker und Bewegungstheater bei Ursula Demarmels.
Seit 1998 ist Schächl in Linz am Theater des Kindes und am Theater Unser im Engagement.
Nach 1429 gespielten Vorstellungen im Theater des Kindes wirkte Thomas Schächl seit Herbst 2012 als Lehrer für Religion und Langlauf an der Hauptschule Eisenerz.
Seit 1. September 2019 ist Schächl oberösterreichischer Landestrainer des Ressorts Skilanglauf.
Thomas Schächl lebt mit seiner Frau und den beiden Kindern in Linz, ist Leichtathletiktrainer beim ATSV Linz und leitet die Bühnenspielgruppe im Bischöflichen Gymnasium Petrinum.

## Theaterarbeiten
- Das Missverständnis, schwarZACH, Regie
- Ein Sommernachtstraum von William Shakespeare, Theatergruppe Schaukasten
- 1991/92 Submuloc, STUZ, Regie
- Bruder Wahnsinn, Schwester Liebe, Aschenbecher
- 1992 Voll auf der Rolle, ein Stück des GRIPS-Theaters Berlin,
- 1992/93 Sinnlos – die Vögel frei nach Aristophanes, STUZ, Regie, eine Aufführung am 19. Mai 1993
- 1993/94 heimkehRaus, STUZ, Regie
- 1994/95 Herz & Leber, Hund & Schwein von Hansjörg Schneider, theaterachse, Regie: Doris Harder
- Der Streit zwischen Mann und Frau von Wolfgang Rinswerger, Regie
- 1996 Cyrano de Bergerac nach Edmond Rostand, theaterachse
- 1997 Don Quijote nach dem Roman von Cervantes, theaterachse, Don Quijote
- 1998 Der Glöckner von Notre-Dame nach dem Roman von Victor Hugo, theaterachse
- 1999 Ein Sommernachtstraum von William Shakespeare, theaterachse
- 1999 Pinocchio, Theater des Kindes Linz
- Kunst Serge
- 2000 Die Nibelungen! Der Nibelungen Lied frei nach ebendiesem und einem gewissen Friedrich Hebbel, theaterachse, als Hagen von Tronje
- 2000 Der Schweinchenritter, Theater des Kindes Linz
- 2000/01 Amphitryon, Lustspiel von Heinrich von Kleist, theaterachse, Amphitryon, Jupiter
- 2001 Moby Dick, Theater des Kindes Linz
- Zündels Abgang, Theater Unser
- 2001 Das Rätsel der gestohlenen Stimmen, Theater des Kindes Linz
- 2002 Ein Stück Himmel, Theater des Kindes Linz
- 2002 Felix, der Fisch und die Verfolgung auf dem Pianino, Theater des Kindes Linz
- 2002 Ritter nehmen's halb so bitter Eine Komödie rund um Artus’ Tafelrunde, theaterAchse, Regie
- 2002/03 Katzen. Ein Miezical, Theater des Kindes Linz
- 2003 Die Wannseekonferenz, Kulturtreff Alkoven, als Adolf Eichmann
- 2003 Amadé und Antoinette von Thomas Birkmeir, Theater des Kindes Linz, als Leopold Mozart
- 2003/04 h.c.artmannfasten nach Texten von H.C. Artmann, theaterachse
- 2004 Die Insel, Theater des Kindes Linz
- 2004 Wie der Wolf den Thomas Bernhard frisst nach Texten von Rudolf Habringer, theaterachse
- 2005 Shakespeares Sämtliche Werke (leicht gekürzt) von Adam Long, Daniel Singer und Jess Winfield, theaterachse

| Personendaten    | Personendaten                         |
| ---------------- | ------------------------------------- |
| NAME             | Schächl, Thomas                       |
| KURZBESCHREIBUNG | österreichischer Schauspieler         |
| GEBURTSDATUM     | 26. September 1966                    |
| GEBURTSORT       | Schwarzach im Pongau, Salzburger Land |